# 조제핀 드 모
조제핀 드 모(Joséphine de Meaux, 1977년 1월 23일 ~ )는 프랑스의 배우이다.

## 출연 작품
- 런 바이 하트 (2015)
- 디판 (2015)
- 레 가젤 (2014)
- 노바디 엘스 - 마릴린의 편지 (2011)
- 시작은 키스! (2011)
- 언터처블: 1%의 우정 (2011)
- 뗄르망 프로쉬 (2009)
- 에브리 잭 해즈 어 질 (2009)
- 어글리 멜라니 (2008)
- 우리들의 행복한 나날들 (2006)
- 평범한 연인들 (2005)
- 밤비를 누가 죽였나? (2003)